# Zwartborstelwolzwever
De zwartborstelwolzwever (Bombylius venosus) is een vliegensoort uit de familie van de wolzwevers (Bombyliidae). De wetenschappelijke naam van de soort werd gepubliceerd in 1796 door Mikan.

## Biologie
De larven leven in de nesten van zandbijen. Het eileggedrag is karakteristiek voor Bombylius-soorten. De volwassen vrouwtjes vliegen laag over de grond op zoek naar een nest. Als ze een nest gevonden hebben, blijven ze zweven en schieten met een slingerbeweging een ei richting het nestgat.. Voordat een ei kan worden weggeschoten, moet de vlieg eerst de achterlijfspunt door los fijn zand wrijven om later het ei met zand te kunnen bepoederen. Hierbij een animatie, 30 keer vertraagd. 